# 时中乡
时中乡，是中华人民共和国黑龙江省齐齐哈尔市拜泉县下辖的一个乡镇级行政单位。

## 行政区划
时中乡下辖以下地区：
新安村、共荣村、乐业村、新旺村、光明村、荣跃村、永乐村、安福村、合作村和军民村。